# Острови на Северна Македония
Островите на Северна Македония, която няма излаз на море или океан, са езерни и речни.

## Езерни острови
- 1. Голем град (Змийски остров, Свети Петър) - 0,2 км² (в Преспанското езеро)
- 2. Голям Дебърски Остров - 0,11 км² (в Дебърското езеро)
- 3. Калата - 0,07 км² (в Калиманското езеро)
- 4. Градище - 0,023 км² (в Тиквешкото езеро)
- 5. Наносен остров Лебед - 0,02 км² (в Охридското езеро)
- 6. Требиш - 0,019 км² (в Дебърското езеро)
- 7. Тодоровски остров - 0,015 км² (в Калиманското езеро)
- 8. Вареловски остров - 0,014 км² (в Тиквешкото езеро)
- 9. Долгаш - 0,012 км² (в Дебърското езеро)
- 10. Илиовски остров - 0,011 км² (в Калиманското езеро)
- 11. Брушани - 0,008 км² (в Тиквешкото езеро)
- 12. Боговински остров - 0,0071 км² (в Боговинското езеро)
- 13. Клиновски остров - 0,005 км² (в Тиквешкото езеро)
- 14. Малък Дебърски остров - 0,004 км² (в Дебърското езеро)
- 15. Източен Калата - 0,002 км² (в Калиманското езеро)
- 16. Коловръст - 0,0019 км² (в Дебърското езеро)
- 17. Източен Илиовски остров - 0,0018 км² (в Калиманското езеро)
- 18. Орлов остров - 0,00083 км² (в ез. Орлова бара)
- 19. Южен Боговински остров - 0,00065 км² (в Боговинското езеро)
- 20. Източен Боговински остров - 0,0006 км² (в Боговинското езеро)

## Речни острови
- 1. Голема ада (Адата) - 0,7 км² (в р. Вардар)
- 2. Йегуновичка ада - 0,67 км² (в р. Теарска Бистрица, приток на р. Вардар)
- 3. Бродски остров - 0,6 км² (в Църна река)
- 4. Раковец - 0,35 км² (в р. Вардар)
- 5. Крит - 0,33 км² (в р. Вардар)
- 6. Мързенска ада - 0,31 км² (в р. Вардар)
- 7. Неготин - 0,3 км² (в р. Маздрача)
- 8. Букрийски остров - 0,27 км² (в Църна река)
- 9. Вирнев остров (Вирнев Завой) - 0,23 км² (в Църна река)
- 10. Радиовченска ада - 0,18 км² (между р. Вардар, Боговинска река и Каменянска река)
- 11. Асилище - 0,11 км² (в р. Вардар)
- 12. Мушански остров - 0,1 км² (в р. Вардар)
- 13. Тремник - 0,09 км² (в р. Вардар)
- 14. Демиркапски остров - 0,08 км² (в р. Вардар)
- 15. Гявато - 0,078 км² (в р. Вардар)
- 16. Врезовски остров - 0,075 км² (в р. Вардар)
- 17. Булатишка ада - 0,073 км² (в р. Брегалница)
- 18. Удово (Средорек) - 0,07 км² (в р. Вардар)
- 19. Йосифовски остров - 0,065 км² (в р. Вардар)
- 20. Карабунище - 0,063 км² (в р. Вардар)
- 21. Улански остров - 0,06 км² (в р. Вардар)
- 22. Спасов остров - 0,058 км² (в р. Черни Дрин)
- 23. Градешка ада - 0,055 км² (в р. Вардар)
- 24. Скудринска ада - 0,053 км² (в р. Радика)
- 25. Раклата - 0,05 км² (в р. Вардар)
- 26. Криволак - 0,045 км² (в р. Вардар)
- 27. Конярски остров - 0,04 км² (в р. Черни Дрин)
- 28. Пъдарница - 0,038 км² (в р. Вардар)
- 29. Яниташ (Ада Яниташ) - 0,036 км² (в р. Вардар)
- 30. Гюров остров - 0,03 км² (в р. Вардар)
- 31. Кържанова ада - 0,028 км² (в р. Вардар)
- 32. Дърневица - 0,026 км² (в р. Вардар)
- 33. Връпски остров - 0,025 км² (в Църна река)
- 34. Исаротски остров (Исарот) - 0,024 км² (в р. Вардар)
- 35. Бистренски остров - 0,023 км² (в р. Вардар)
- 36. Чифлишки остров - 0,0225 км² (в р. Бошава)
- 37. Трубаревски остров - 0,021 км² (в р. Вардар)
- 38. Смоквишка ада - 0,02 км² (в р. Вардар)
- 39. Северен Карабунищенски остров - 0,018 км² (в р. Вардар)
- 40. Бомовски остров - 0,0175 км² (в р. Черни Дрин)